# Elaeagnus bonii
Elaeagnus bonii — вид квіткових рослин з родини маслинкових (Elaeagnaceae). Поширення: Північний В'єтнам.